# Psychoda balaenica
Psychoda balaenica és una espècie d'insecte dípter pertanyent a la família dels psicòdids que es troba a Centreamèrica: Nicaragua i Costa Rica (incloent-hi les províncies de Guanacaste i Heredia).